# Dune du Perroquet

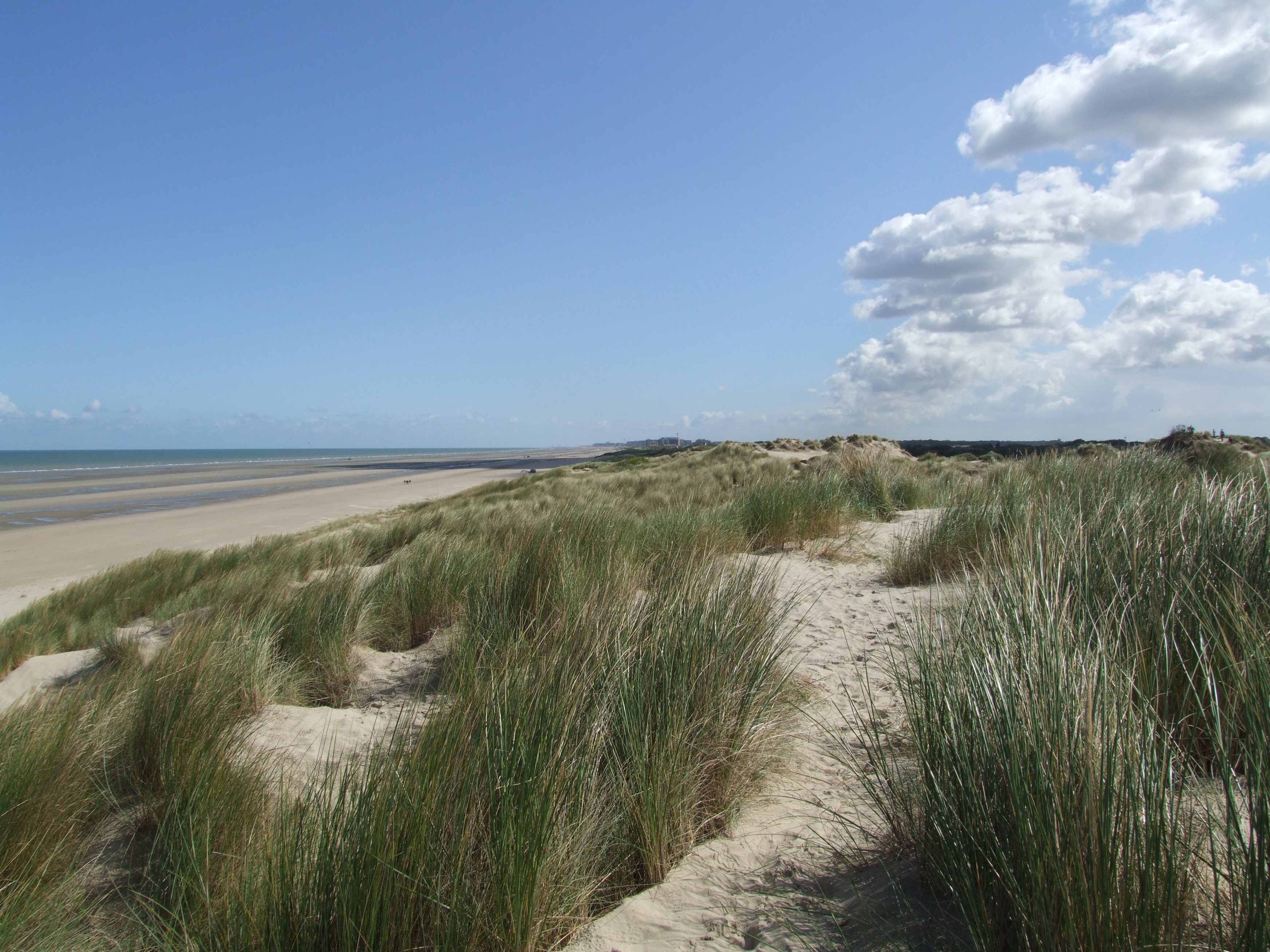
Dune du Perroquet, Bray-Dunes, Blick Richtung De Panne

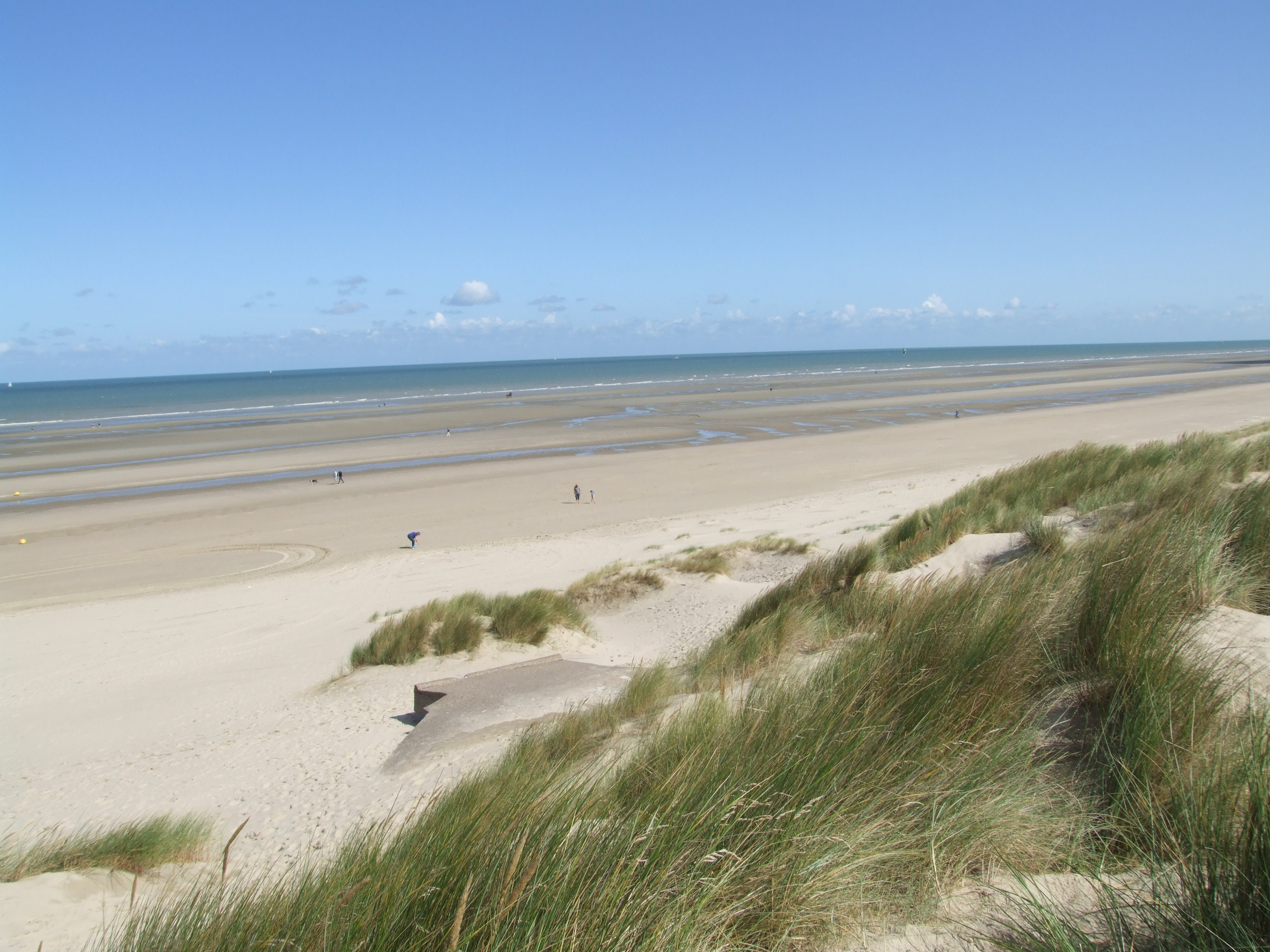
Blick von den Dünen auf das Meer bei Ebbe über einen VG6b schussicherer Beobachtungsstand des Atlantikwalls, gut sichtbar die Abfolge Meer, Feuchtstrand, Trockenstrand, embryonale Düne (Vordüne), Dünen

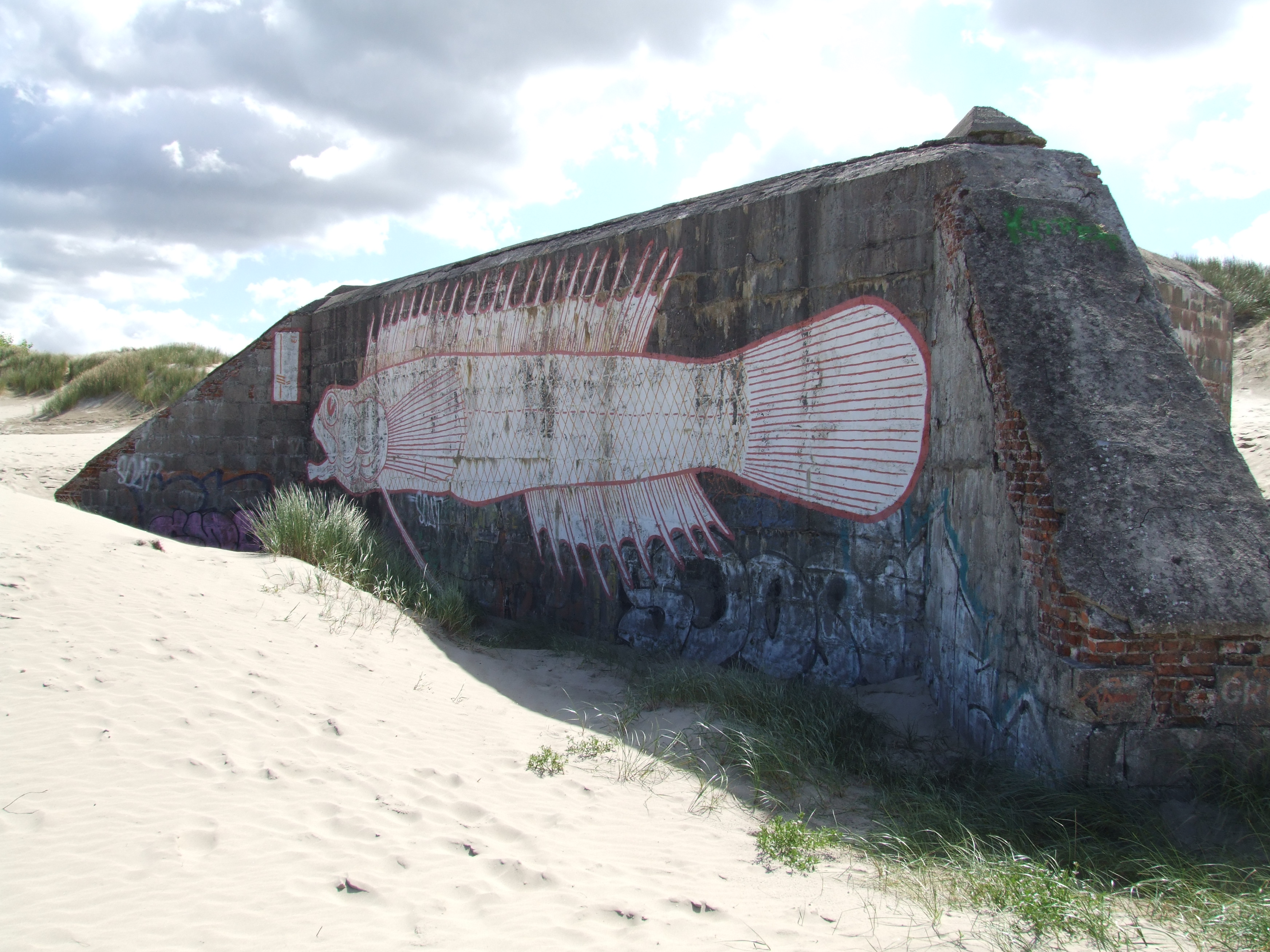
Dune du Perroquet, Bray-Dunes, Doppelschartenstand Regelbau 219 des Stützpunkts Adolf

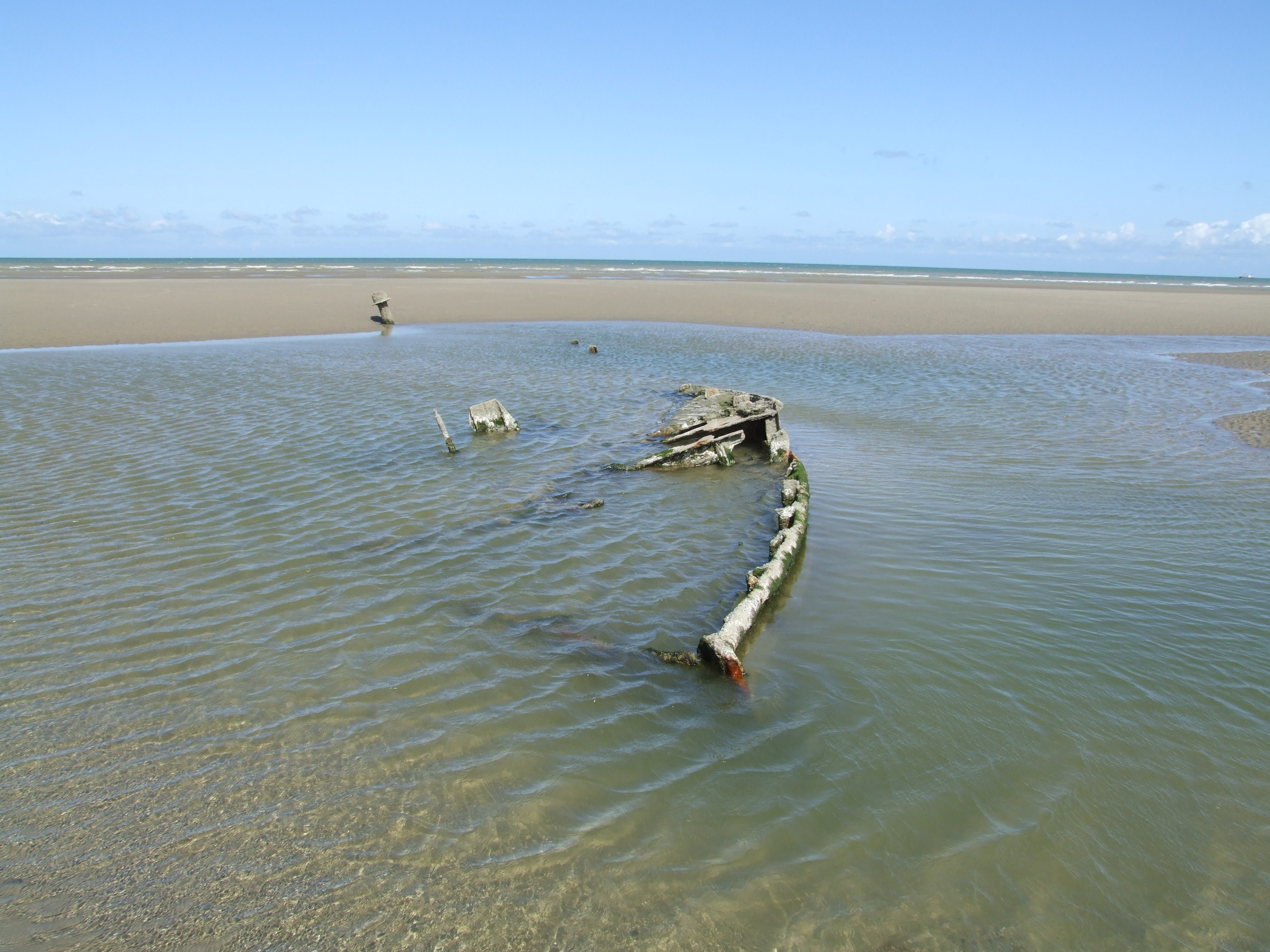
Versunkenes Wrack im Feuchtstrand von Bray-Dunes im Bereich Dune du Perroquet

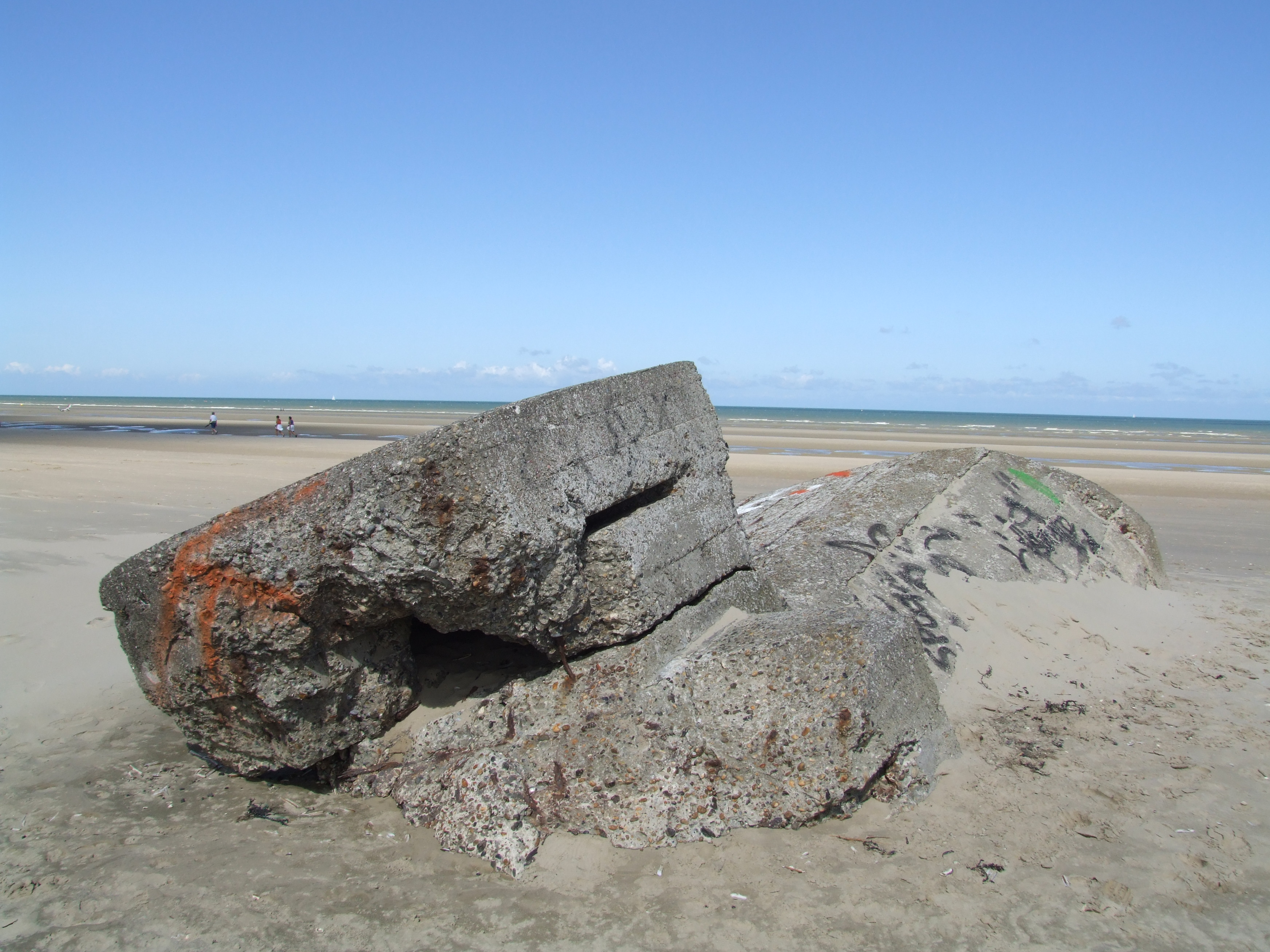
Französischer Beobachtungsstand im Strandbereich, nördlichster Punkt der Maginot-Linie

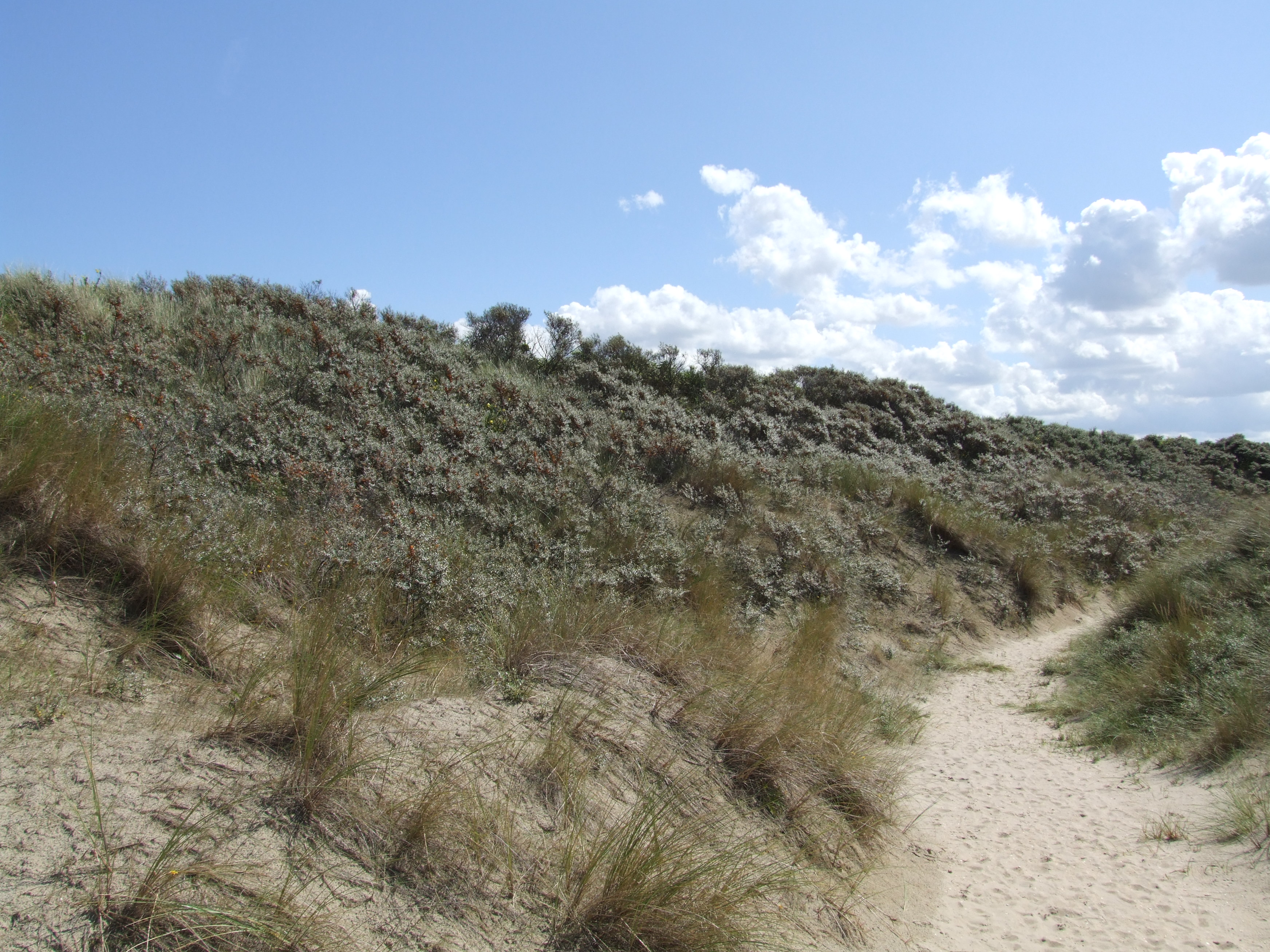
Dune du Perroquet, Bray-Dunes, Spazierweg vom Strand in die inneren Dünen, links junges Sanddorngebüsch

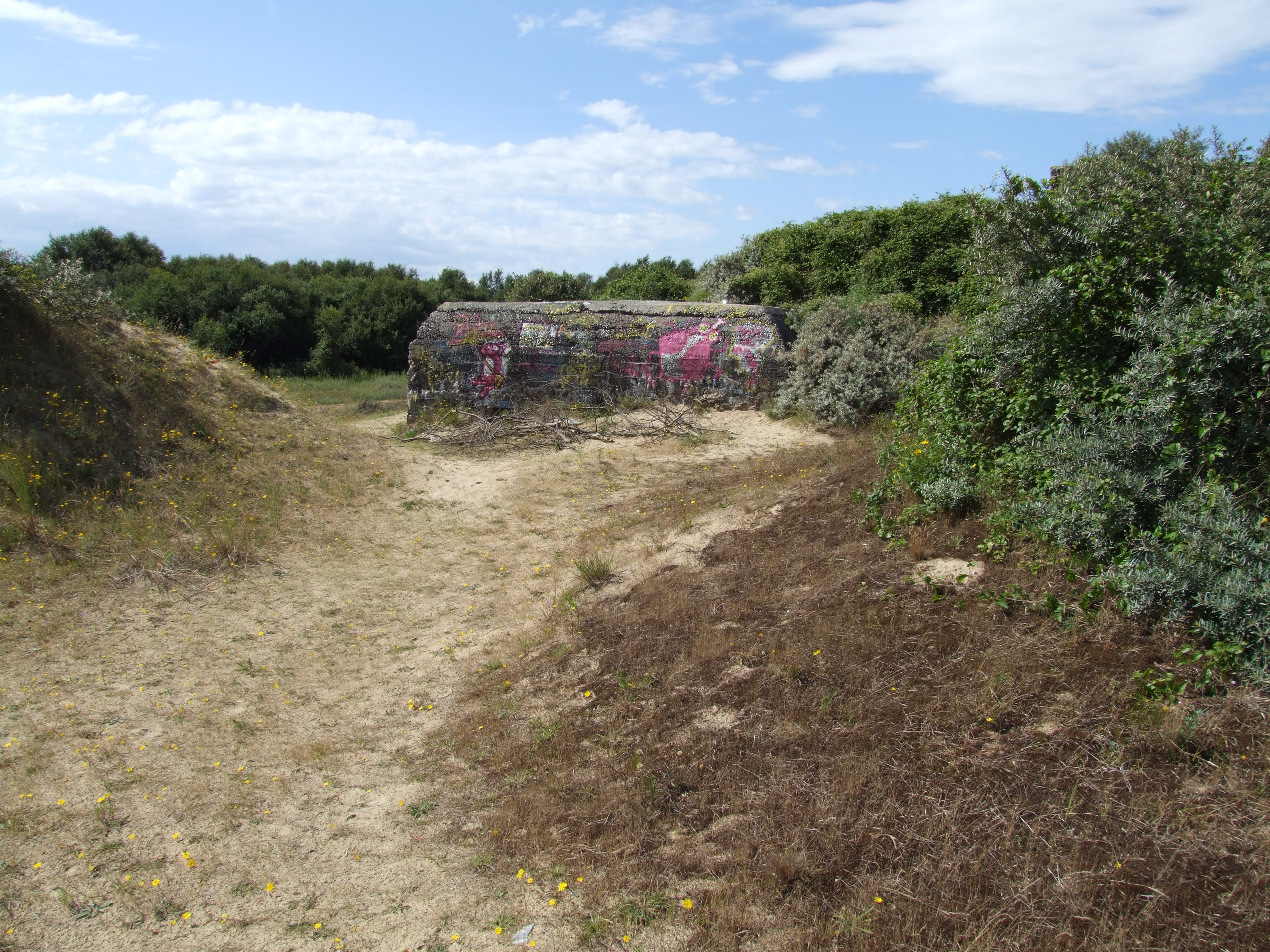
Bunker im inneren Bereich der Dune du Perroquet, erkennbar Dünengebüsch, teilweise im Übergang zu Dünenwald

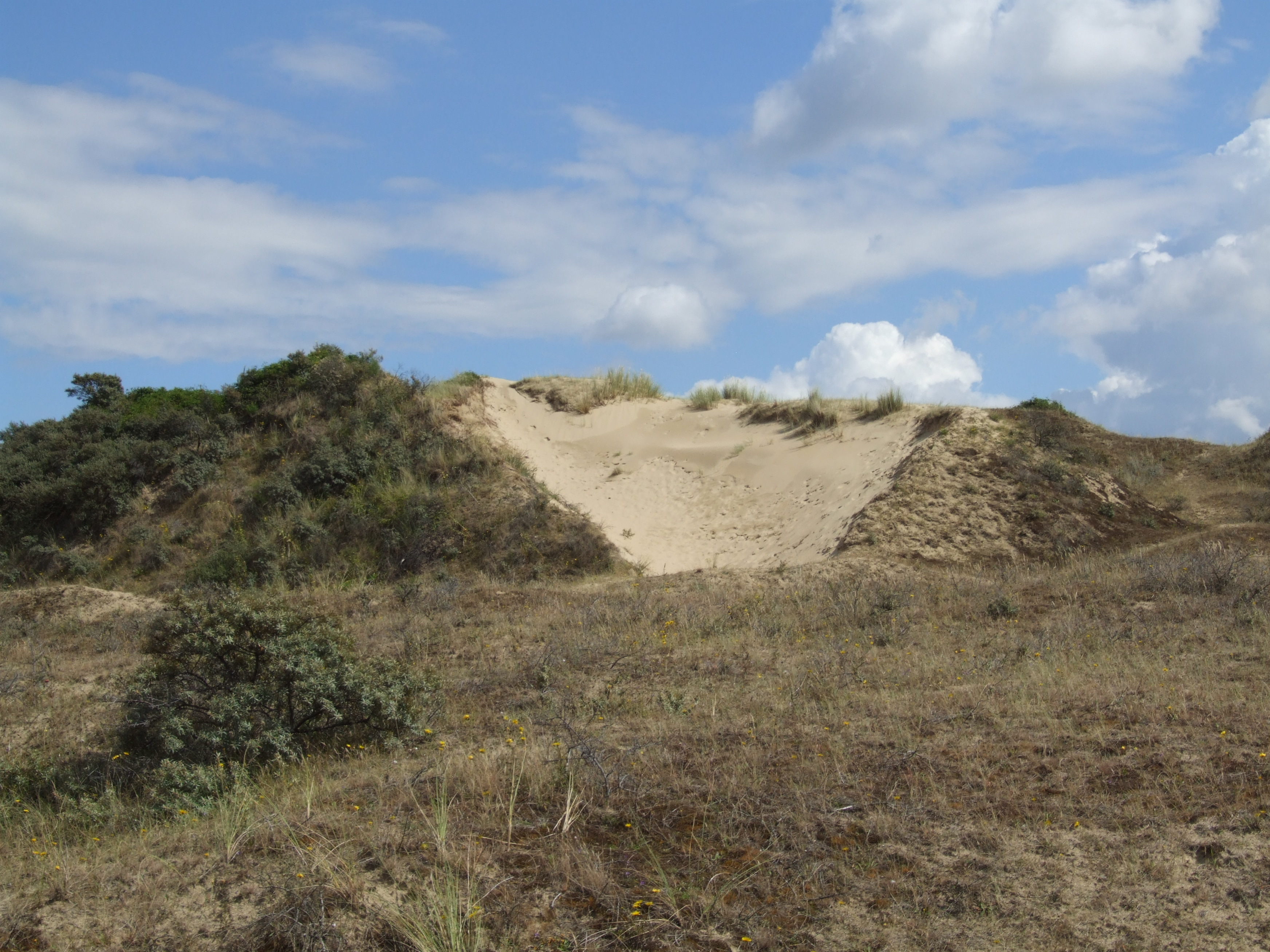
Paraboloid-Düne im Gebiet Dune du Perroquet

Die Dune du Perroquet ist ein ca. 250 Hektar großes Dünengebiet an der Nordsee, das zwischen dem französischen Ferienort Bray-Dunes und der belgischen Grenze liegt. Es ist samt dem vorliegenden Strand das nördlichste Stück französischer Landschaft und gehört zu dem Naturraum Les Dunes flamandes (dt. Flämische Dünen oder Dünen von Flandern).

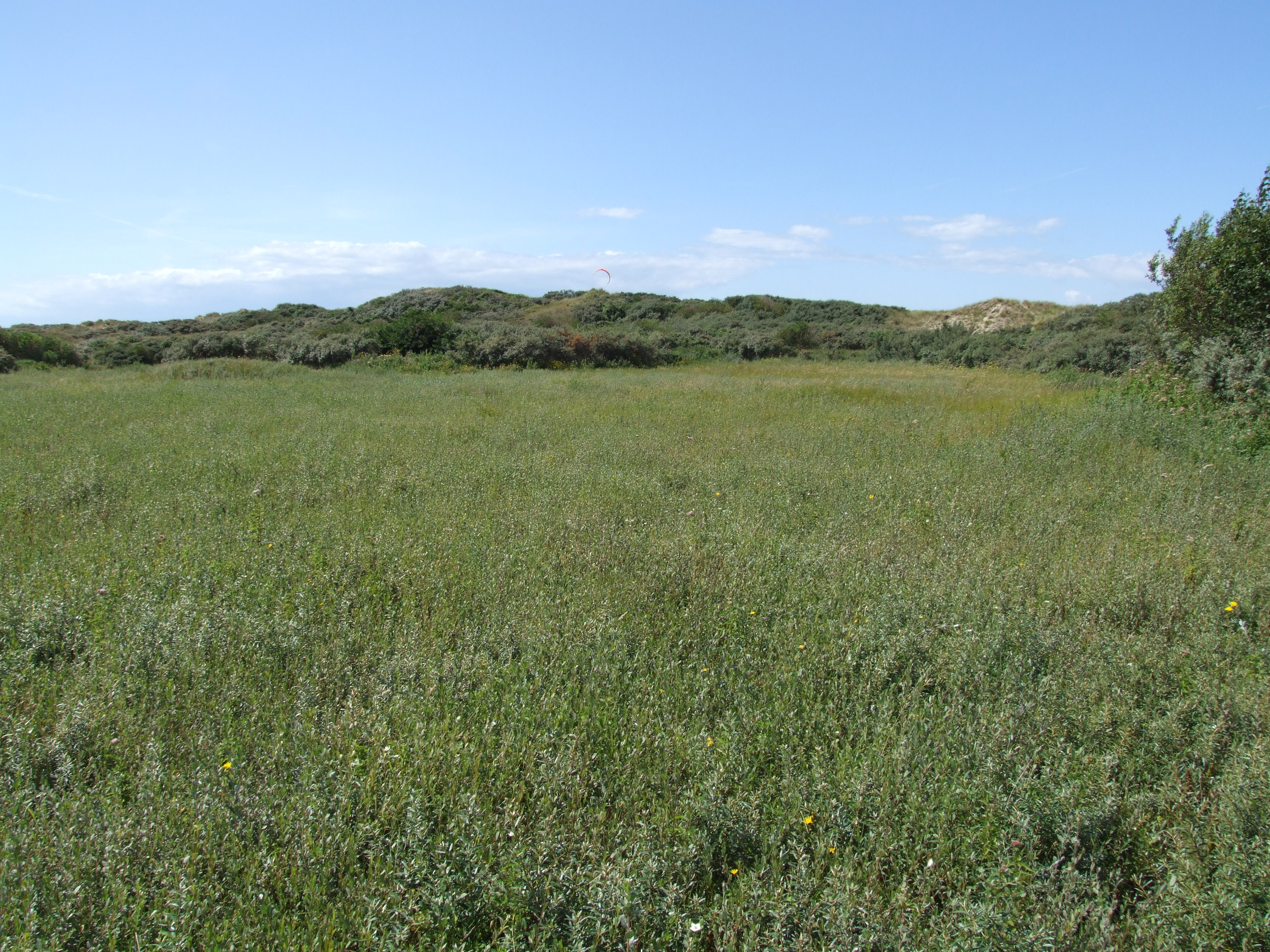
Dünenpfanne im Dune du Perroquet

Ohne dass sich die Struktur der Landschaft ändert, schließt sich die Dune du Perroquet unmittelbar an das westlichste belgische Dünengebiet De Westhoek an, das sich bis zu dem Ferienort De Panne erstreckt und komplett unter Naturschutz steht. Im Südosten der Westhoek-Dünen gehen diese in den Dünenwald Calmeynbos über, an dessen Ostrand das Naturparkzentrum De Nachtegaal errichtet wurde, das die Landschaften aus Strand und Dünen erklärt.
Im Süden etwa an der Grenze zwischen Dünengürtel und Poldern verläuft die Bahnlinie von Bray-Dunes nach Adinkerke, wo Anschluss an die Kusttram besteht.

## Naturschutzgebiet
Während in einem Streifen im Osten der Dune du Perroquet ein Campingplatz mit Segelclub situiert, ist der Hauptteil des Dünengebietes von 178,99 Hektar seit 1985 als gleichnamiges Naturschutzgebiet ausgewiesen.
In dem kleinen Gebiet findet sich mit mehr als 350 Pflanzenarten und 70 dort lebenden Vogelarten eine außerordentliche Artenvielfalt.

### Auswahl von Pflanzen im Naturschutzgebiet

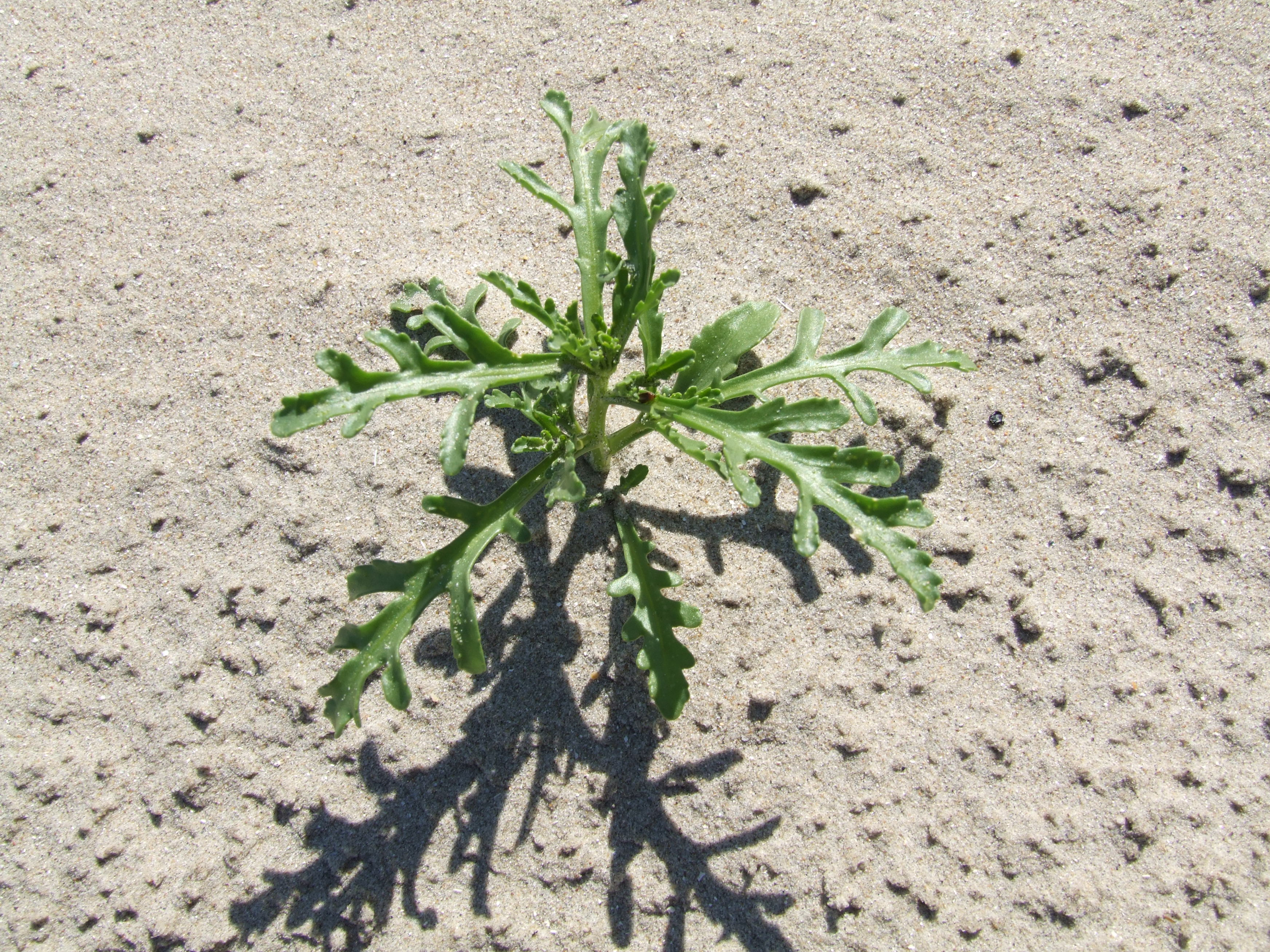
Europäischer Meersenf
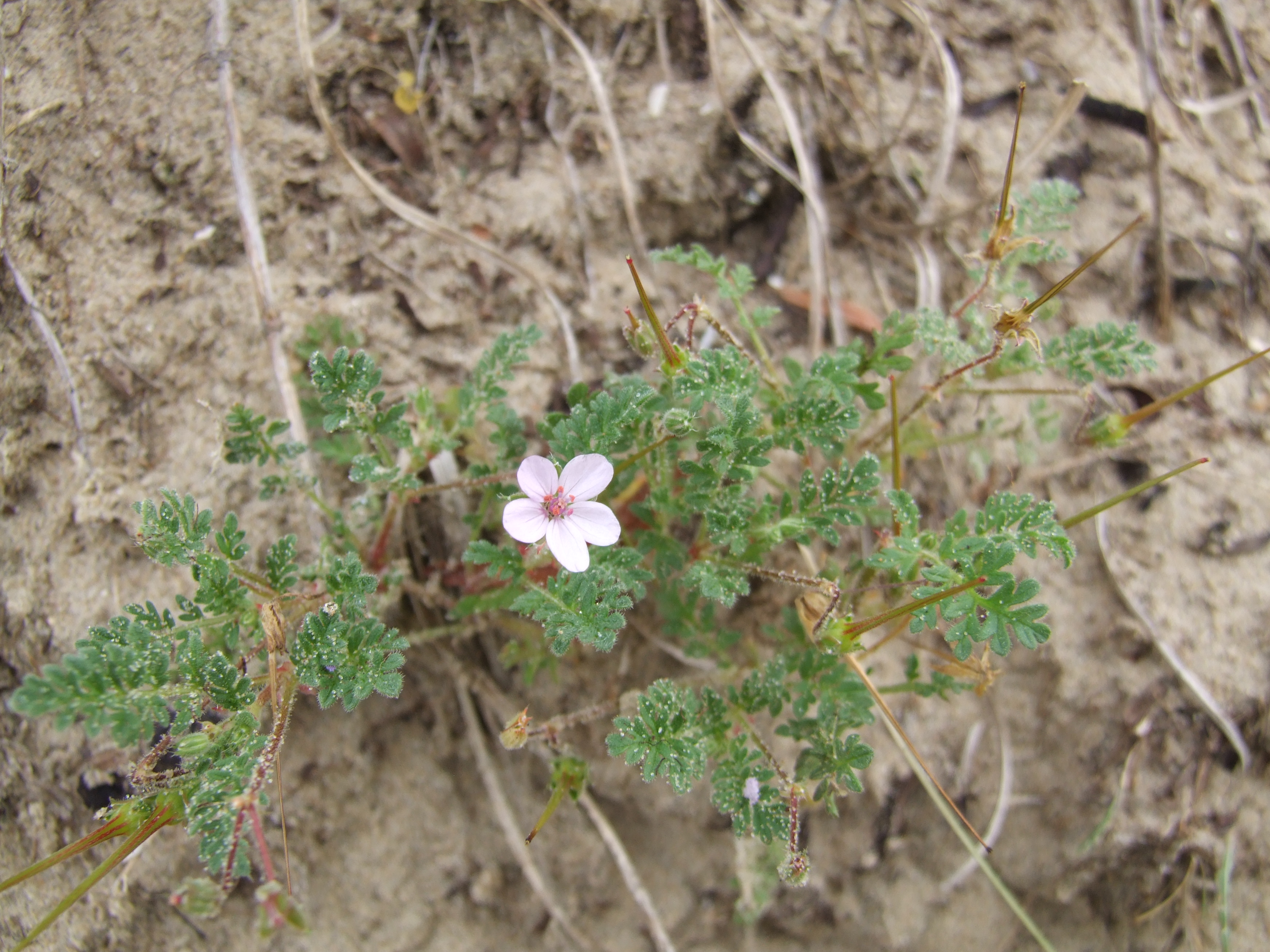
Drüsige Hirtennadel
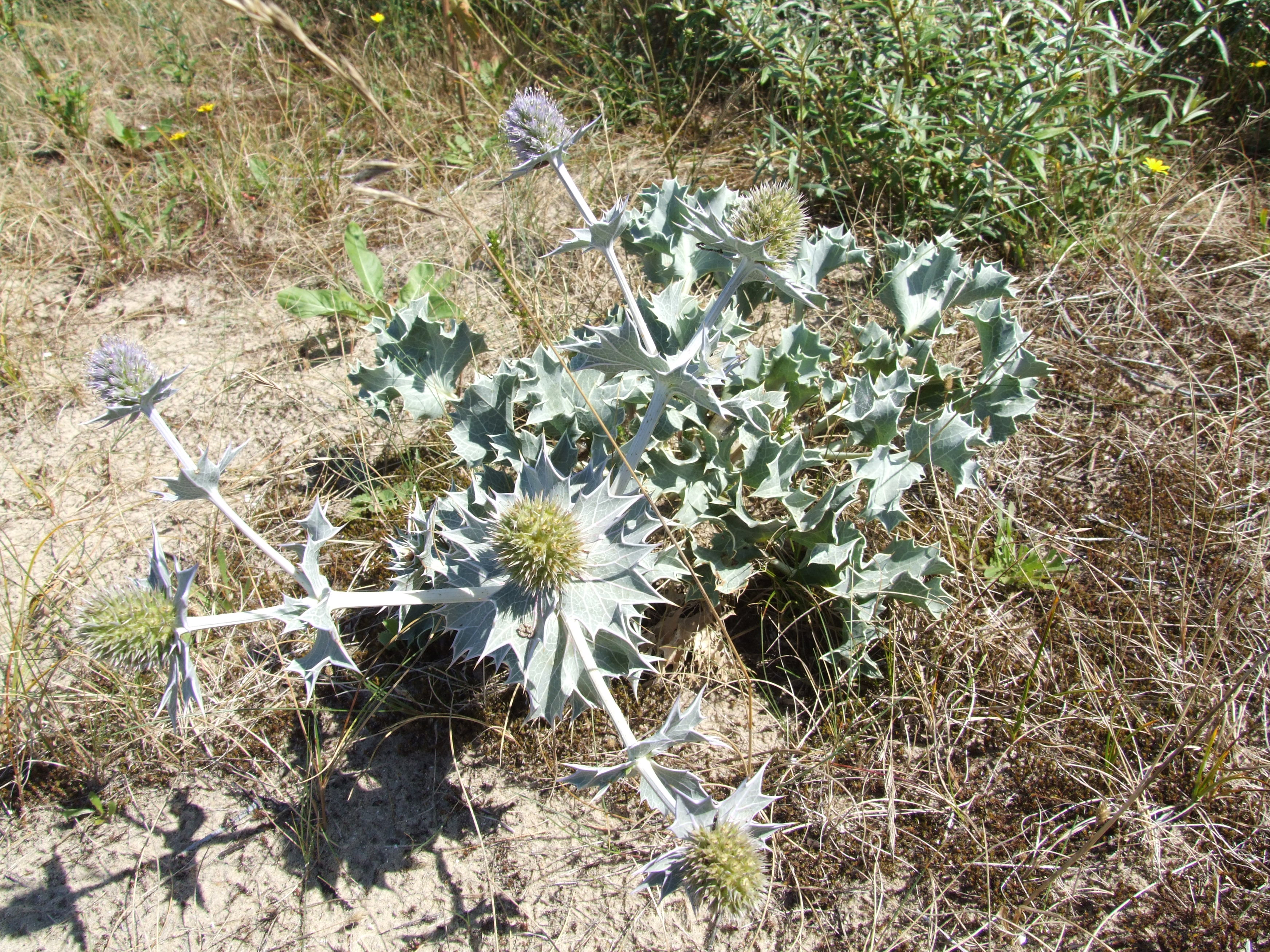
Stranddistel
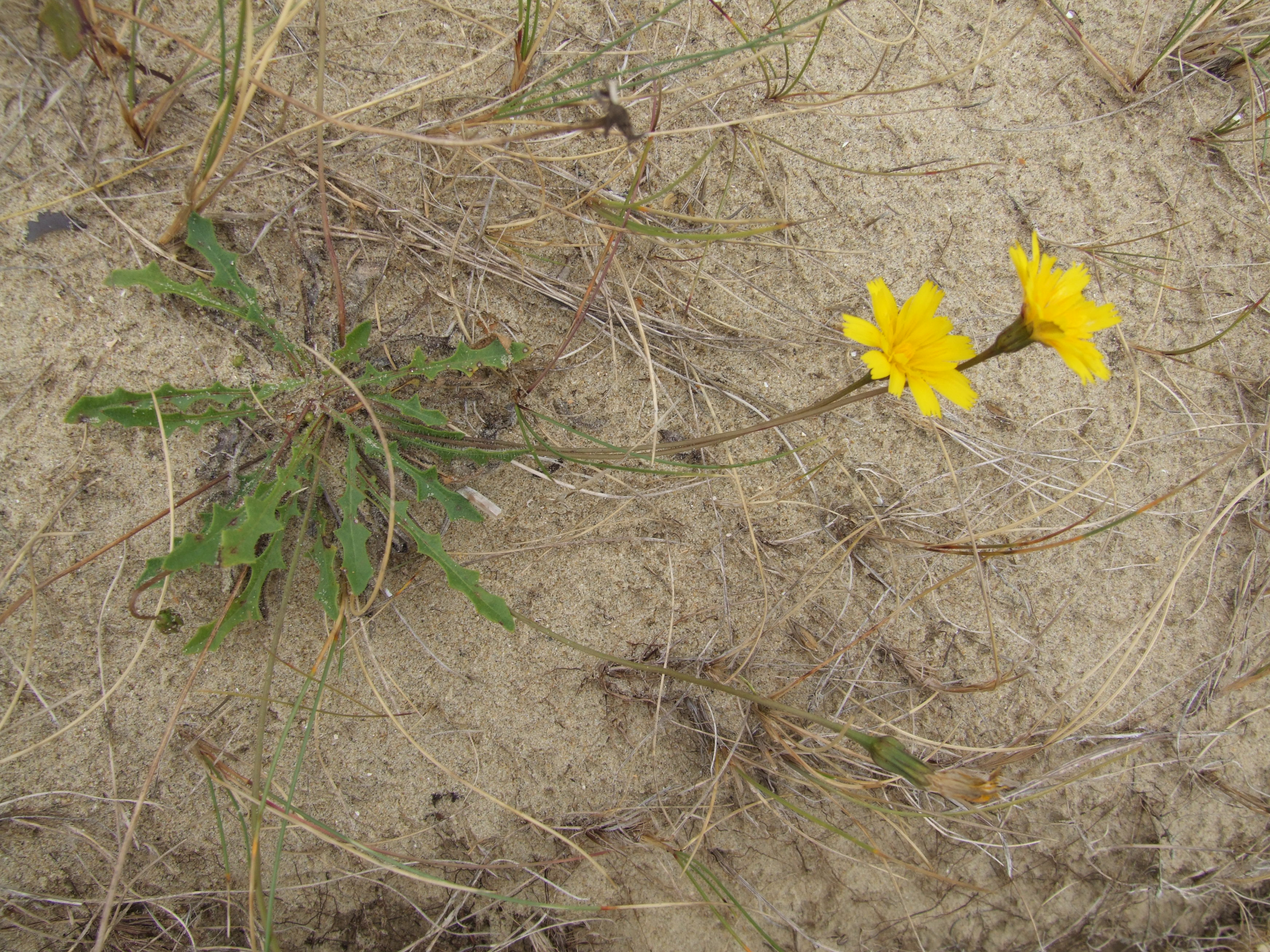
Nickender Löwenzahn
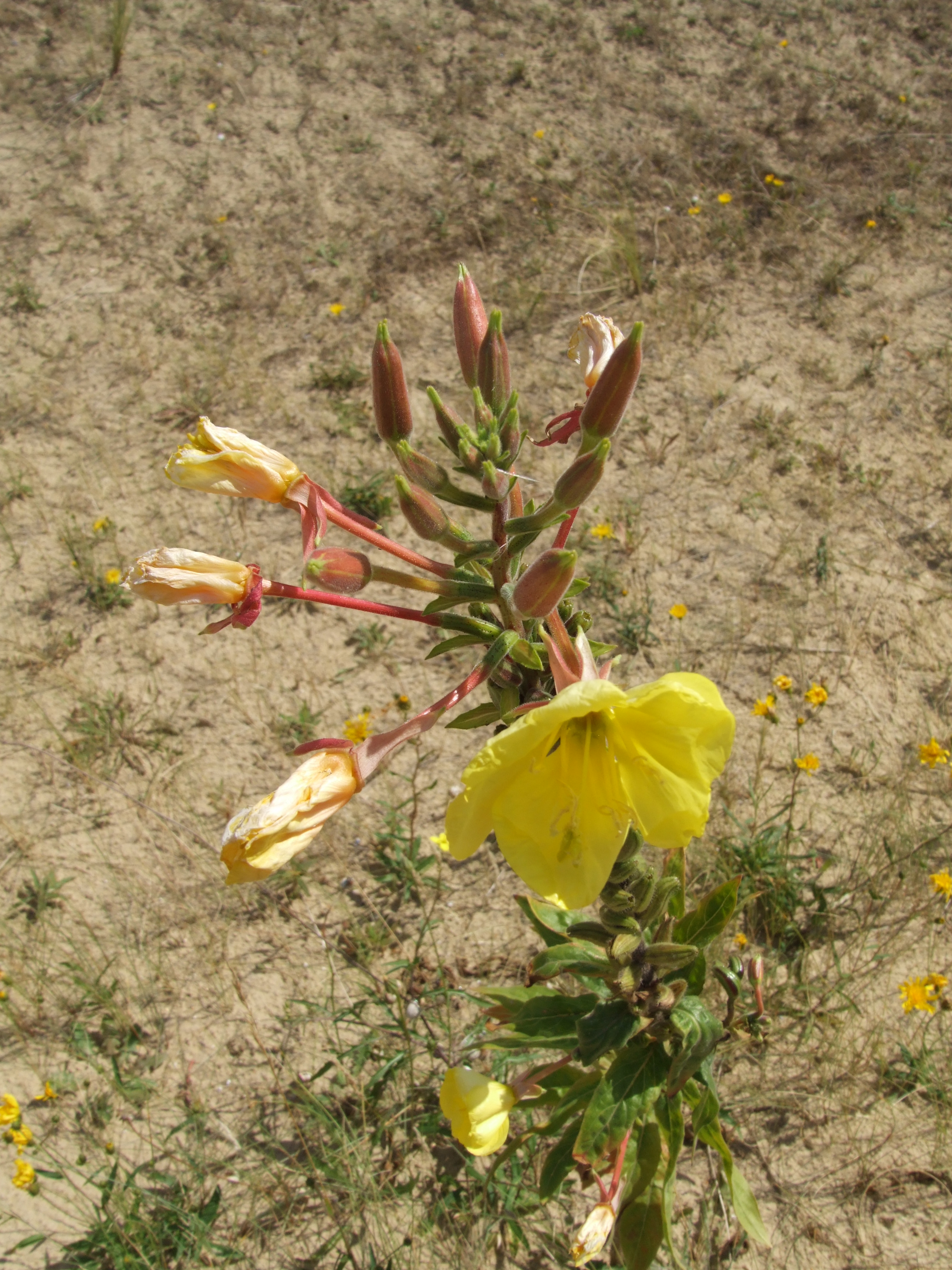
Rotkelchige Nachtkerze
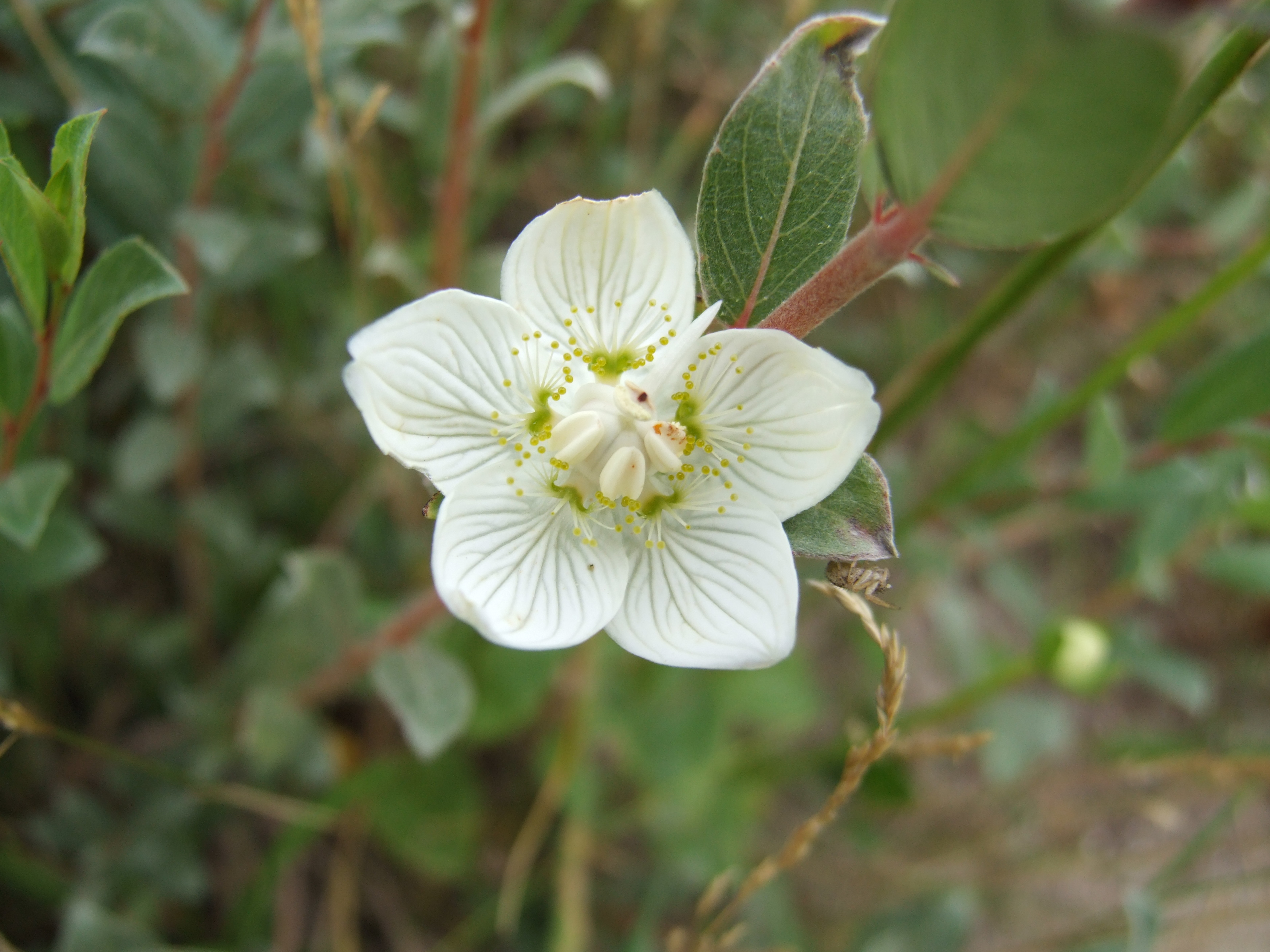
Sumpfherzblatt
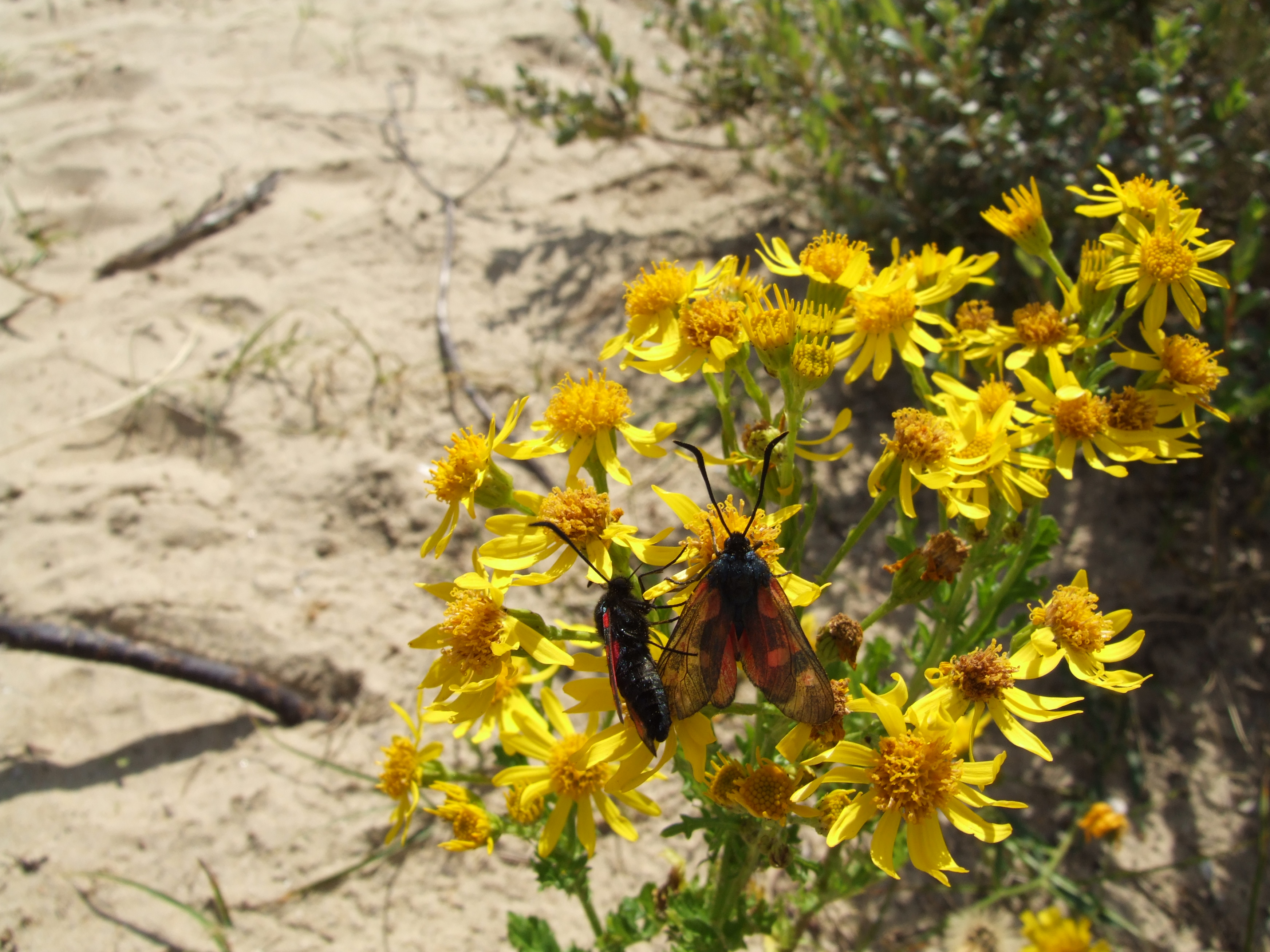
Jakobs-Greiskraut
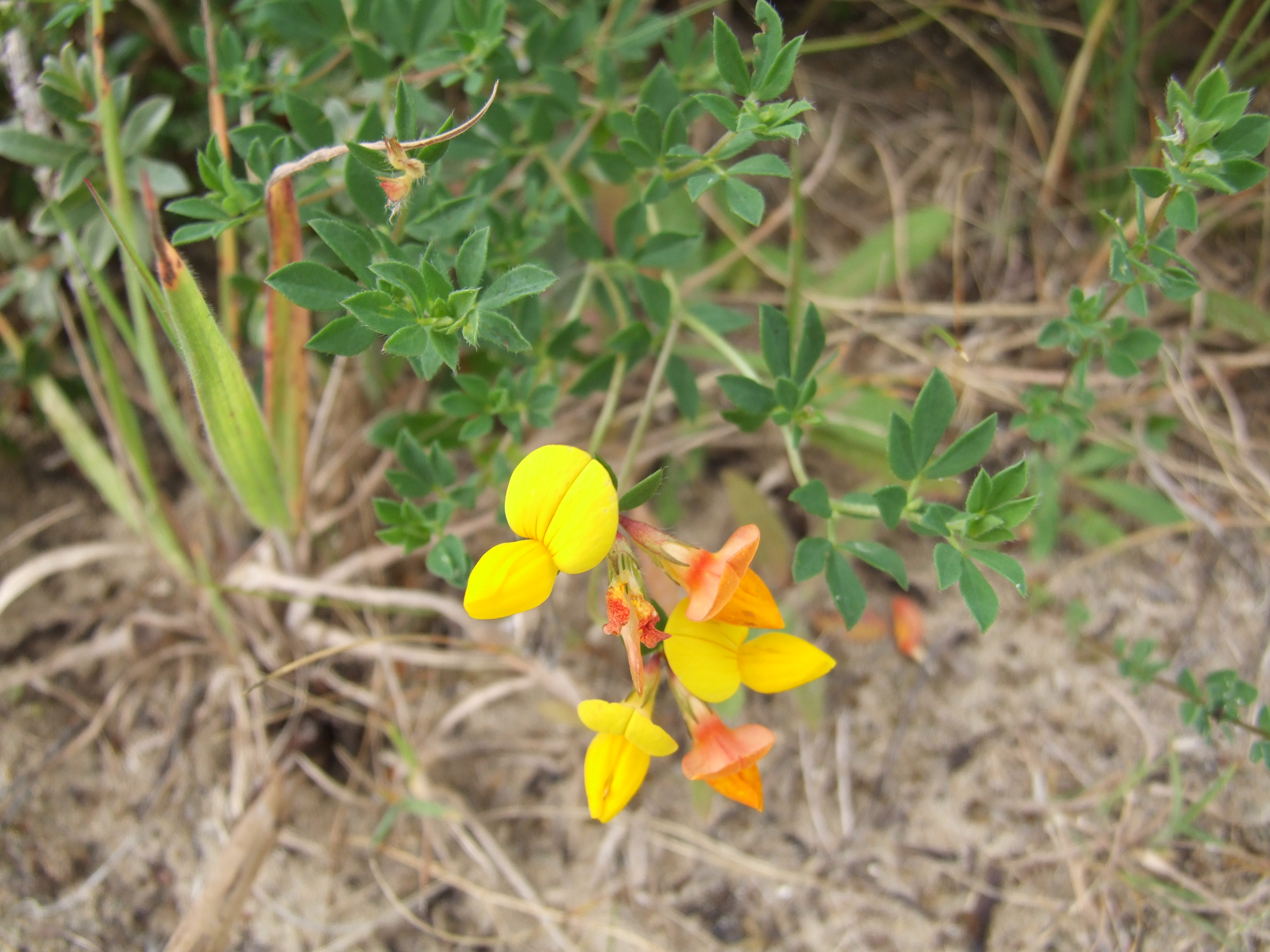
Gemeiner Hornklee

## Maginot-Linie und Atlantikwall
An der Grenze von Dünen und Strand und in den Dünen finden sich viele eingesunkene, gekippte, zugewehte und gesprengte Ruinen von Bunkeranlagen. Es handelt sich um die Reste und Spuren einer militärhistorischen Besonderheit:

### Nördlicher Endpunkt der Maginot-Linie
In den Dune de Perroquet befindet sich das nördliche Ende der französischen Maginot-Linie, mit der sich Frankreich nach den gewonnenen Ersten Weltkrieg, bei dem es im Süden Geländegewinne erzielt hatte, gegen einen deutschen Revanche-Angriff schützen wollte. Anders als die massiv befestigte Grenze unmittelbar zu Deutschland war die Grenze zu Belgien eher schwach befestigt.
Auf dem einen Kilometer Grenze zu Belgien in der Dune du Perroquet wurde aber eine Anlage von 25 Bunkern gebaut, französische Bezeichnung Blockhouse MOM, davon 21 als Maschinengewehrstände, zwei für 25-mm-Kanonen AC und einen Geschützstand für eine 75-mm-Kanone. Ein Beobachtungsbunker ermöglichte es, das Feuer auf die Departementstraße D 60 zu lenken und diese so zu beherrschen. Die Anlage gehörte zur première région militaire und als Teil der Maginot-Linie zum Secteur fortifié des Flandres. Da das ebene, ständig zu entwässernde Marschland in den Poldern südlich der Dünen keine Bunker zuließ, wurde die nächste Gruppe von Bunkern etwas versetzt ins Landesinnere in die Fossilien Dünen von Ghyvelde eingebaut. Dort wurden 24 Bunker des Typs Blockhaus MOM und einer des Typs FCR errichtet, welche die Route nationale 1 sperren sollten.
Auch heute (2014) noch verzeichnet die Liste der noch sichtbaren Anlagen bei Bray-Dunes bei tracesofwar vier französische Beobachtungsstände, sieben Unterstände, einen MG-Stand und einen Geschützstand.

### Atlantikwall
Nach der Besetzung Frankreichs durch Deutschland im Zweiten Weltkrieg, der ein Angriff über das eigentlich neutrale Belgien vorausging, bauten die Besatzer zur Verhinderung einer Invasion aus England den Atlantikwall. Der war an der Kanalküste besonders gut ausgebaut. In dieses Festungssystem wurden auch die erbeuteten französischen Anlagen in den Dune du Perroquet einbezogen.
In den Dunes du Perroquet wurden folgende Stützpunkte und Stellungen eingerichtet, die zum Abschnitt AOK 15 / KVA B des Walls gehörten:
- Stützpunkt Anna, der hauptsächlich Anlagen der französischen Maginot-Linie einbezog, im direkten Bereich der belgischen Grenze.[6]
- ZWN Ahlen ebenfalls an der belgischen Grenze nahe dem Strand[7]
- ZWN Ahrweiler, im mittleren Bereich des Gebietes in Strandnähe[8]
- Stützpunkt Adolph in Standnähe und unmittelbar an der Grenze der heutigen Bebauung von Bray-Dunes[9]
- Stützpunkt Aster im südwestlichen Bereich des Gebietes[10]

## Zugang
Das Gebiet ist für Naturfreunde über zwei markierte Wanderwege erschlossen. Die Wanderung Circuit de la dune du perroquet erstreckt sich über fünf Kilometer und wird auf 1 Stunde 40 Minuten geschätzt. Das ist realistisch, da weite Strecken durch losen Sand führen.

### Naturschutzgebiet und Wandern
- Eintrag des Schutzgebietes mit der Nummer FR1100130 im Inventaire National du Patrimoine Nature
- GPS-Daten für den Rundweg bei tracegps.com

### Maginotlinie und Atlantikwall
- Umfangreiche Fotos und Informationen zum Infanteriestützpunkt Adolf auf der Seite Atlantikwall-15tharmy

Koordinaten: 51° 5′ N, 2° 32′ O